# Södermanlands runinskrifter 111

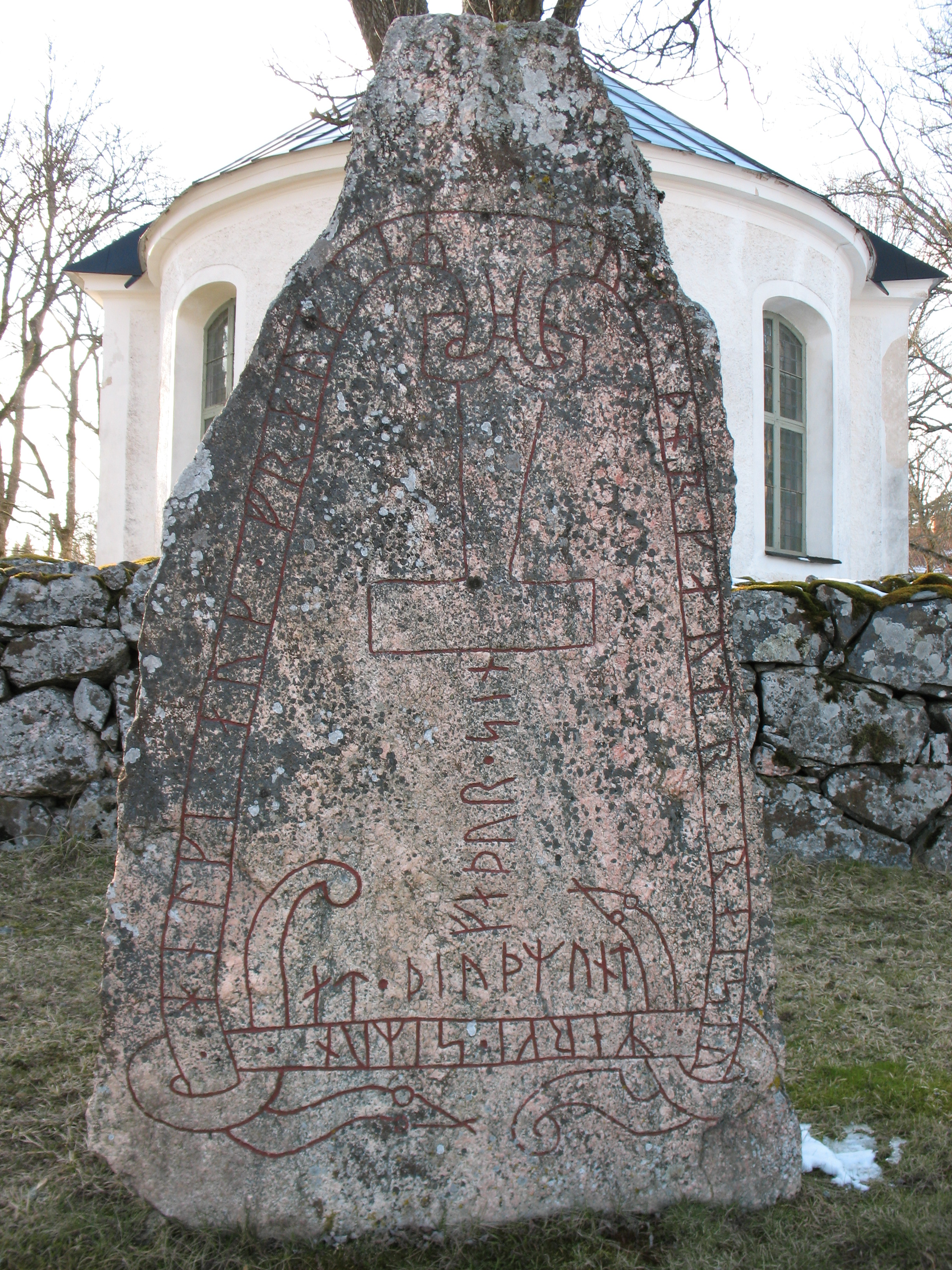
Stenkvistastenen 2008

Södermanlands runinskrifter 111 är en runsten som står nära vägkanten och i kyrkogårdens sydvästra hörn vid Stenkvista kyrka i Stenkvista socken.
Stenen låg först som golvsten i gamla Stenkvista kyrkas ingång och när kyrkan revs 1794 kom stenen att hamna "i jordbrynet med uppvänd inskrift". Den plockades upp trettio år senare och restes på sin nuvarande plats. Materialet är granit och stenen är 2,20 meter hög och en meter bred. Ornamentiken uppvisar en större ormslinga som i motivets nedre del är kopplad med en mindre runorm. Den mindre ligger likt en rak tvärbjälke med svans och huvud i samma position som stäv- och akterfigurerna på ett vikingaskepp. Båda ormarna är glosögda och har kluvna tungor. De är avbildade i fågelperspektiv.
Ovanför en stående runrad som liknar skeppets mast hänger en bastant torshammare som inger tyngd. Den är fastlänkad med ett iriskt koppel i runbandets övre del. Hammarens huvud påminner om ett bredsegel. Runstenens budskap ger en tydlig markering av en hednisk trosbekännelse. Tors hammare har fått ersätta det kristna korset. Runstenar med förkristna drag är relativt ovanliga. 

## Inskriften
Translitterering av runraden:
· helki · auk · fraykaiR · auk · þorkautr · raistu · merki · siRun · at · þiuþmunt faþur · sin
Normalisering till runsvenska:
Hælgi ok FrøygæiRR ok Þorgautr ræistu mærki sirun/siryn at Þiuðmund, faður sinn.
Översättning till nusvenska:
Helge och Fröger och Torgöt reste med segerrunor prydda minnesvårdar efter Tjudmund, sin fader.